# Myidae
Myidae zijn een familie van tweekleppigen uit de orde Myida.

## Taxonomie
De volgende geslachten zijn bij de familie ingedeeld:
- Cryptomya Conrad, 1849
- Mya Linnaeus, 1758
- Platyodon Conrad, 1837
- Sphenia Turton, 1822
- Tugonella Jousseaume, 1891
- Tugonia Gray, 1842